# Dorte hjælper mor
|  | Denne artikel er oprettet af botten Steenthbot ud fra en ekstern database. Den kan derfor have sproglige fejl eller mangler. Denne skabelon kan fjernes efter kontrol af indholdet. |

Dorte hjælper mor er en dansk kortfilm fra 1957 instrueret af Holger Jensen efter eget manuskript.

## Handling
Dorte ordner huset, mens mor er i byen.